# Theofron Munktell
Johan Theofron Munktell (ur. 22 marca 1805 w Kärrbo, zm. w 2 lipca 1887 w Eskilstunie) – szwedzki przemysłowiec, inżynier, mechanik i polityk; innowator i wynalazca, który przyczynił się do wprowadzenia Szwecji w erę przemysłową.

## Życiorys

### Wczesny okres życia. Nauka szkolna
Ojciec Theofrona Munktella, Johan Fredric, był pastorem w parafii Kärrbo w regionie administracyjnym Västmanland; następnie został proboszczem w niewielkiej miejscowości Irsta w gminie Västerås. Prowadził dokładne pamiętniki, dzięki którym można poznać wychowanie syna Johana. Rodzina miała zasłużoną przeszłość w zarządzaniu. Theofron Monktell od najmłodszych lat wykazywał zdolności techniczne. W wieku 18 lat przybył do Sztokholmu, gdzie został uczniem Gustafa Brolinga, mechanika, miedziorytnika, litografa, a jednoczeście artysty plastyka, snycerza i radnego. Aby związać koniec z końcem, młody chłopak wytwarzał i sprzedawał patyki bukszpanowe i stalowe pióra. Po kilku latach stażu, w 1826 roku, został brygadzistą w przedsiębiorstwie Kongl, będącym jednym z pionierów na szwedzkim rynku telekomunikacyjnym. W wolnym czasie wykonał pierwszą w Szwecji prasę drukarską dla Larsa Johana Hierty'ego, dziennikarza, przedsiębiorcy i wydawcy, założyciela dziennika Aftonbladet.

### Działalność biznesowa
W 1832 roku założył przedsiębiortswo Munktells Mekaniska Verkstad w Eskilstunie (warsztaty mechaniczne), które obecnie jest najstarszą z firm wchodzących w skład Volvo Construction Equipment. Początkowo przedsiębiorstwo produkowało prasy do wytwarzania monet i prasy drukarskie, ale w 1853 roku zaczęło wytwarzać lokomotywy, z których pierwszą była Förstlingen – pierwsza lokomotywa parowa w Szwecji, która operowała na górniczej linii kolejowej nieopodal miejscowości Norberg w regionie Västmanland. W 1855 zakłady Munktella dostarczyły znacznie bardziej wydajną lokomotywę, nazwaną „Frykstad” z przeznaczeniem dla Frykstabanan – pierwszej pasażerskiej linii kolejowej w Szwecji (pomiędzy osada Fryksta w gminie Kil a wsią Lyckan w gminie Forshaga. W latach 1853–1893 firma wyprodukowała 31 lokomotyw parowych. Począwszy od 1900 roku, kiedy wyprodukowała swój pierwszy walec drogowy, zaczęła specjalizować się w produkcji sprzętu budowlanego. W 1913 roku skonstruowała pierwszy szwedzki ciągnik rolniczy Munktells 30-40 hk, kontynuując produkcję traktorów do 1984 roku. Tym samym firma położyła podwaliny pod dzisiejszą działalność fińskiego przedsiębiorstwa Valtra.  
Wieczorami i w niedziele Munktell zaczął uczyć „zdolną młodzież rysunku liniowego i geometrii”. W ten sposób położył podwaliny pod edukację techniczną w regionie, która rozwinęła się od szkół niedzielnych i wieczorowych poprzez Szkołę Inżynierii Mechanicznej i Liceum Techniczne do dzisiejszej edukacji inżynierskiej na poziomie uniwersyteckim. 
W 1835 roku odbył podróż do Anglii, której celem było podpatrzenie, jak funkcjonuje angielski przemysł kolejowy. Poznał wówczas Johna Ericssona, jak również  George'a i Roberta Stephensonów, znanych techników i inżynierów (a przede wszystkim innowatorów, i wynalazców). To wzbudziło jego zainteresowanie budową lokomotyw. Po powrocie do Szwecji skoncentrował się na modernizacji całego parku maszynowego w Miejskiej Fabryce Karabinów Carla Gustafa w Eskulinie (szw. Carl Gustafs stads gevärsfaktori). W ten sposób przedsiębiorstwo stało się głównym w Szwecji producentem obrabiarek, takich jak tokarki, wiertarki, prasy kuźnicze i szlifierki. Mogło je sprzedawać innym odbiorcom, co przyczyniło się do rozwoju szwedzkiego przemysłu inżynierii mechanicznej. Gdy w połowie XIX wieku rozpoczęto produkcję maszyn parowych i lokomotyw, w produkcji potrzebna była zupełnie nowa organizacja i wyposażenie. Mimo że maszyny były używane w coraz większym zakresie, duża część pracy była nadal wykonywana ręcznie w formie kucia, piłowania i szlifowania. W ten sposób innowacje poczynione przez Munktella wyprzedziły czas i wyszły naprzeciw oczekiwaniom.
Istotną kwestią, która budziła obawy, szczególnie gdy produkty stawały się większe i cięższe, był transport do klienta. Rzeka Eskilstunaån dawno przestała być żeglowna dla ruchu związanego z transportem rzecznym. Johan Munktell kazał wówczas odnowić kanał łączący miejscowość Torshälla z Eskilstiną, jednocześnie budując nowe śluzy, które pozwalały, według ówczesnych standardów, dużym statkom towarowym dostać się z jeziora Melar do nabrzeża warsztatu. Riksdag przeznaczył 100 000 riksdalerów na budowę, ale Munktell musiał zebrać więcej środków finansowych, aby, aby ukończyć prace, co ostatecznie zkończyło się sukcesem. 
Jednym z największych dokonań Theofrona Munktella jest założenie i rozwinięcie Munktells Mekaniska Verkstad, którego warsztaty i dokonania stworzyły podwaliny dla dzisiejszej spółki zależnej międzynarodowego koncernu Volvo, specjalizującej się w produkcji sprzętu budowlanego (Volvo Construction Equipment). Na czele M.M.V. stał do jesieni życia. Z funkcji prezesa ustąpił w 1879 roku, kiedy syn objął stanowisko prezesa, a siostrzeniec został kierownikiem warsztatu; firma została w tym czasie przekształcona w spółkę z ograniczoną odpowiedzialnością. Johan Theofron jednak był przez cały czas aktywny zawodowo, codziennie odwiedzając fabrykę, aż do swojej śmierci w 1887 roku. 
Za czasów jego prezesury powstał „Fundusz Chorobowy i Pogrzebowy Pracowników” (szw. Arbetarnas Sjuk- & Begrafvnings Cassa), który jest prawdopodobnie najstarszym, wciąż działającym, funduszem ubezpieczeń zdrowotnych w Szwecji. Jako abstynent źle patrzył na nadużywanie alkoholu przez pracowników. Aby tmu zapobiec, założył browar, który na wzór bawarski produkował i serwował piwo, zamiast wysokoprocentowego alkoholu. W tym kontekście mówi się, że jest jedną z niewielu osób w Szwecji, która zwiększyła trzeźwość, hojnie serwując mocne piwo.
Theofron Munktell był samoukiem, który samodzielnie szkicował, projektował, a następnie testował w praktyce różne rozwiązania techniczne tworząc prototypy własnego autorstwa. Niektóre z jego wynalazków zdobyły dużą renomę i były nagradzane nawet za granicą. Przeszedł do historii jako ten, który był w Szwecji jednym z pionierów produkcji, nie tylko ciągników rolniczych, maszyn parowych, pras drukarskich, żniwiarek, ale także okrętów podwodnych i kuchanek gazowych. 

### Działalność polityczna
W 1838 roku uzyskał mandat radnego w Eskilstunie, a następnie został członkiem wielu komisji, w tym Rady ds. Zdrowia, Rady ds. wizyty króla w 1877 roku itp.

### Życie prywatne
Theofron Munktell zawarł związek małżeński z przyjaciółką z dzieciństwa, Fredriką Wilhelminą Hjertstedt, która zmarła w wieku 39 lat w 1846 roku, po 13 latach małżeństwa, pozostawiając męża z piątką małych dzieci w wieku od 2 do 12 lat. W latach 60. XIX wieku zarządzanie firmą przejął najstarszy syn, Theofron (zm. 1917), który również spełniał się na niwie politycznej, penłniąc funkcje przewodniczącego rady miejskiej oraz rady powiatu przez około trzydzieści lat, tym samym aktywnie włączając się w rozwój miasta Eskilstuna.

## Wybrane ordery i odznaczenia
- Królewski Order Wazów (Kawaler I Klasy)[3]
- Order Gwiazdy Polarnej[3]

## Fotogaleria

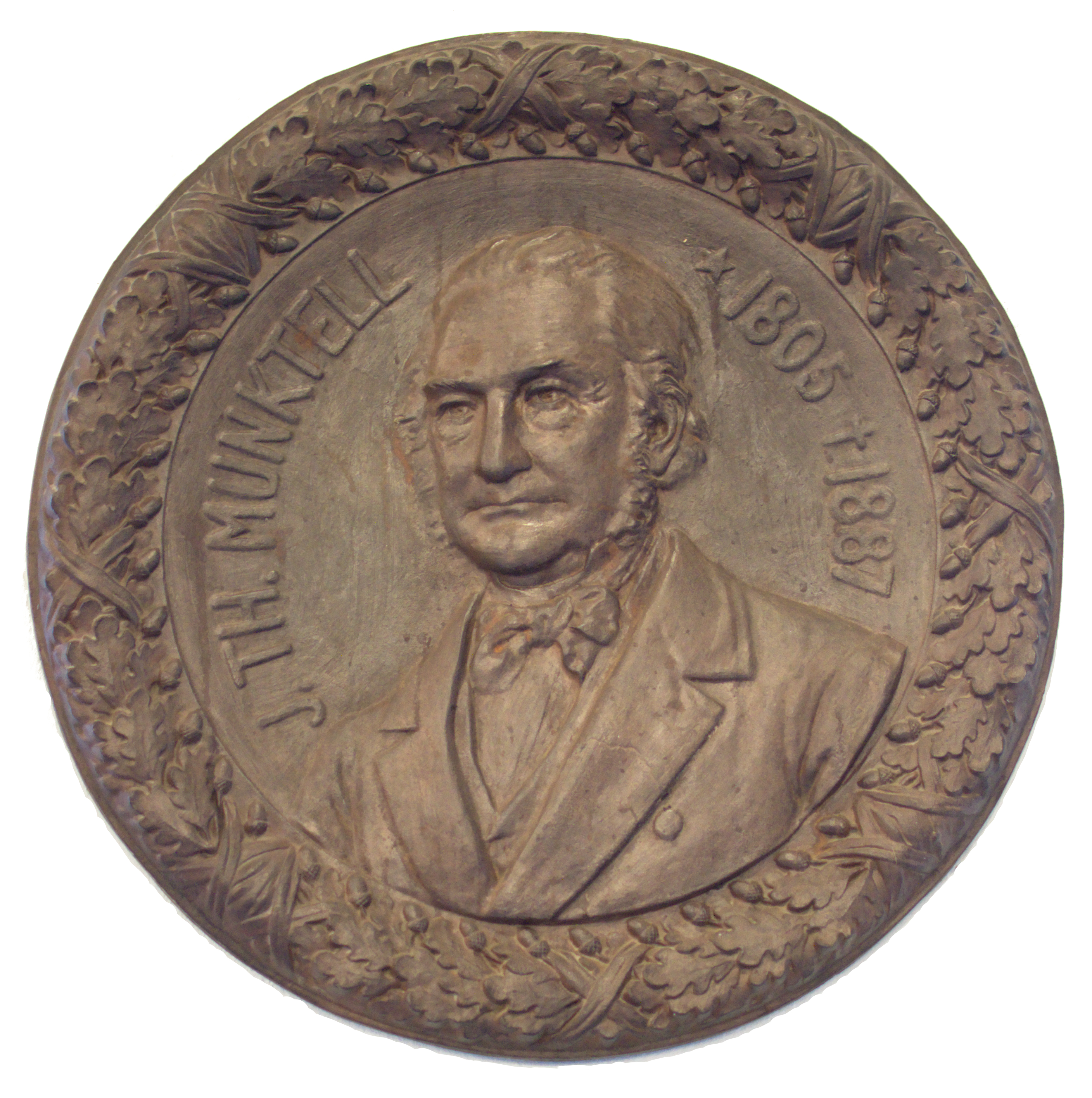
Wizerunek Theofrona Munktella na medalionie, Muzeum w Eskilstunie
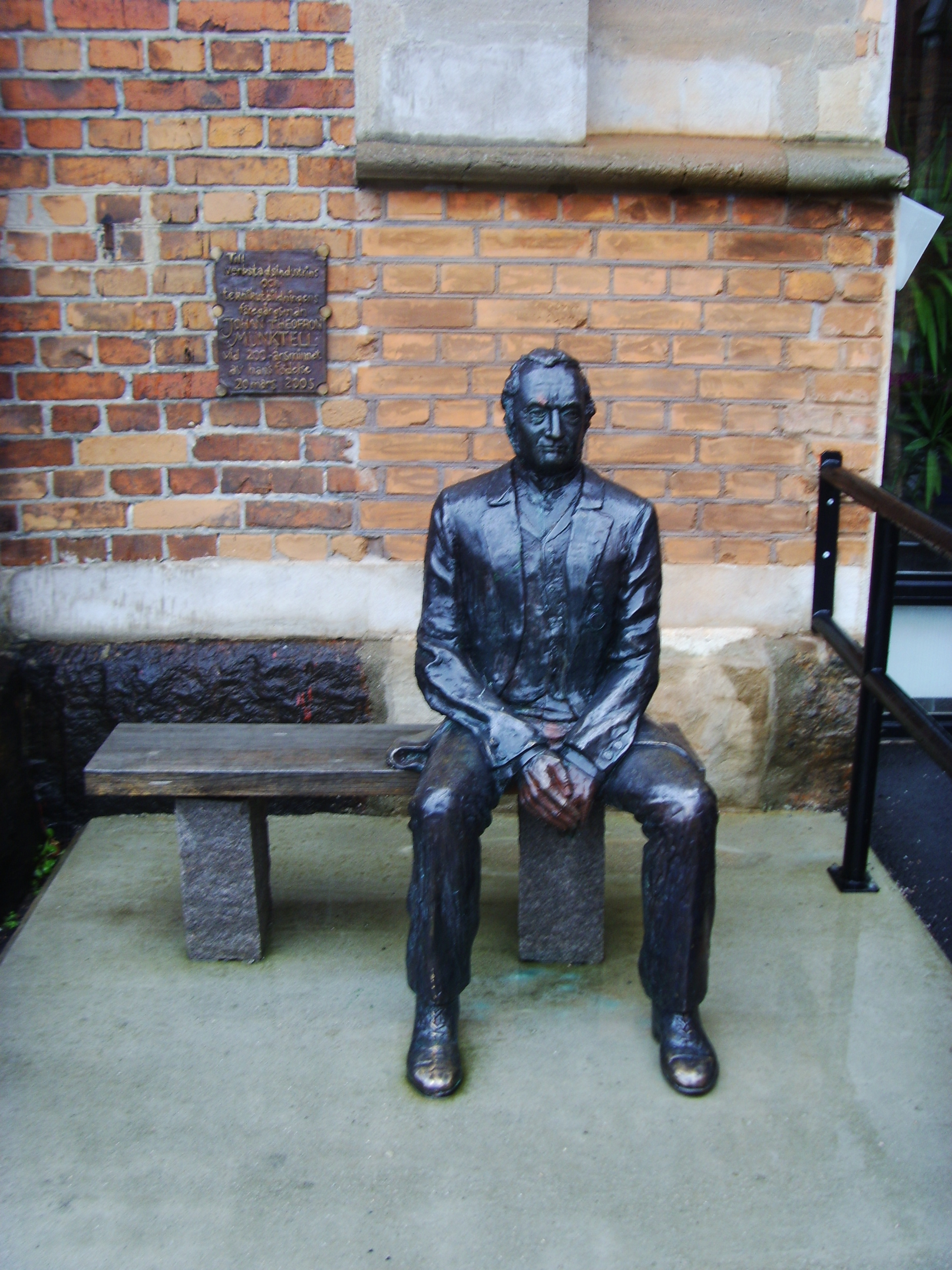
Pomnik Theofrona Munktella w Eskilstunie (2008)
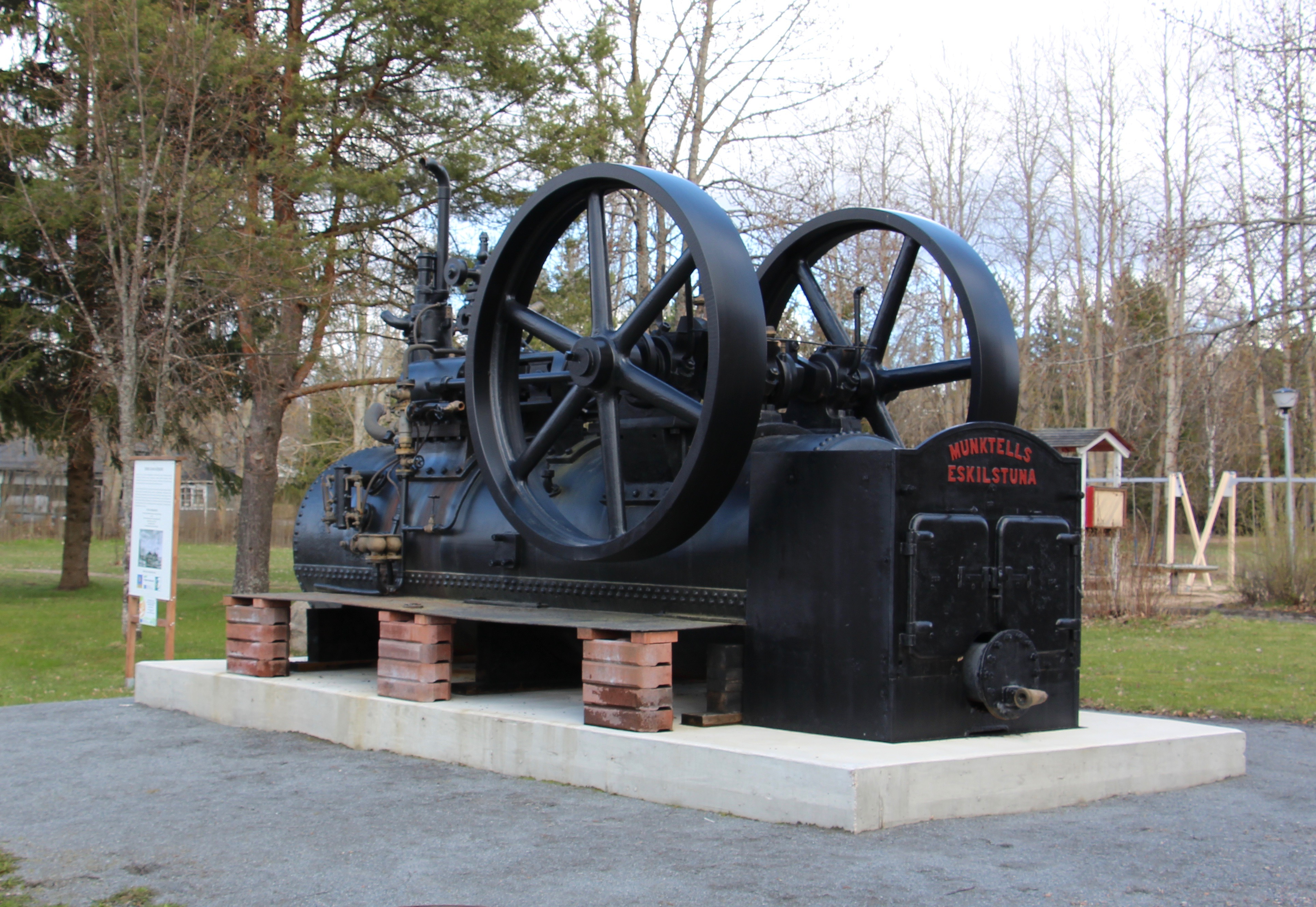
Maszyna parowa Munktella w centrum Karvii (Finlandia)
Wizerunek Theofrona Munktella (litografia z XIX wieku)
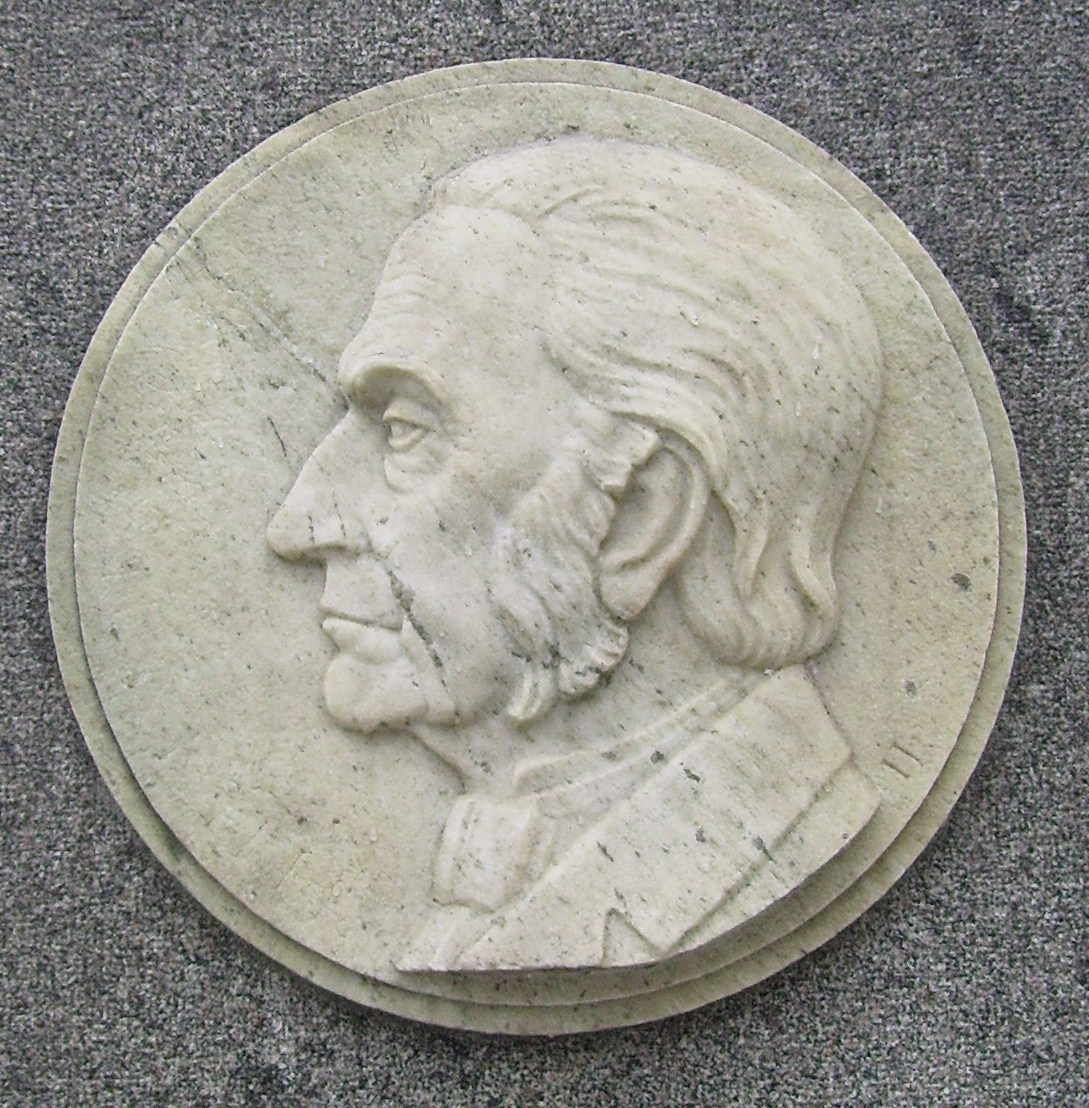
Wizerunek Theofrona Munktella, Fristadstorget (plac miejski) w Eskilstunie